# ミラン・バロシュ
ミラン・バロシュ（Milan Baroš, 1981年10月28日 - ）は、チェコ・ズリーン州ヴァラシュスケー・メジジーチー出身の元同国代表サッカー選手。ポジションはフォワード。

## 経歴
チェコのFCバニーク・オストラヴァでデビュー。2000年のシドニーオリンピックに出場したが、欧州ではほとんど無名の若手選手だった。だが、当時リヴァプールFCの監督だったジェラール・ウリエの目に留まり、2002年に同クラブへ移籍。
2004年、EUROで得点王に輝く。リヴァプールのエースだったマイケル・オーウェンがレアル・マドリードに移籍した後、その後継者として期待され、またジブリル・シセが怪我の為長期離脱した為、フェルナンド・モリエンテス加入までチーム唯一のストライカーであった。モリエンテス加入後は徐々に出場機会を減らしたが、モリエンテスが出場出来ないチャンピオンズリーグ決勝では先発、途中交代で退いた 。2005年にベニテス監督に放出されるような形でアンフィールドを去る事になった。この際、オリンピック・リヨン、バレンシアCF、シャルケ04などビッグクラブが揃ってバロシュの獲得を目指したが、結局はアストン・ヴィラFCへ移籍した。しかしアストン・ヴィラに移籍後は、リヴァプール所属最終年から指摘されていた怠慢なプレーが目立つようになり、期待していた多くのファンの失望を買った。
2007年1月、ヨン・カリューとのトレードでリヨンへ移籍し、再びウリエの指揮下に入ることになった。しかしながら定位置を確保したとは言い難く、監督交代後も同様であった。2008年1月、ポーツマスFCへ期限付き移籍したものの、ここでもインパクトを残せずに終わる。
2008年8月、ガラタサライSKに移籍。2008-09シーズン、チームはスュペル・リグ5位に終わったが、自身は20ゴールを記録して得点王に輝いた。
2009年4月、売春婦とともにレストランで飲食パーティーをしていたとして、トマーシュ・ウイファルシ、マレク・マテヨフスキー、ラドスラフ・コヴァチ、マルティン・フェニン、ヴァーツラフ・スヴェルコシュらとともに代表から追放された。しかし8月12日のベルギーとの親善試合で代表復帰した。
EURO2012後に代表から引退した。
2013年2月13日にガラタサライを退団し、18日に古巣のFCバニーク・オストラヴァに復帰することが決まった。
2015-16シーズンはFKムラダー・ボレスラフでプレー。同クラブ退団後の2016年7月13日、FCスロヴァン・リベレツに加入することが発表された。
2020年7月3日に現役を引退した。
しかしそのあとFKヴィガンティチェに加入して再びピッチに戻っており、プレーを続けているようだ。

## 代表歴

### 出場大会
- チェコ代表
  - 2006 FIFAワールドカップ

### 試合数
- 国際Aマッチ 94試合 41得点（2001年-2012年）[7]

| チェコ代表 | 国際Aマッチ | 国際Aマッチ |
| 年         | 出場        | 得点        |
| ---------- | ----------- | ----------- |
| 2001       | 8           | 4           |
| 2002       | 6           | 4           |
| 2003       | 7           | 4           |
| 2004       | 13          | 9           |
| 2005       | 11          | 5           |
| 2006       | 8           | 4           |
| 2007       | 8           | 1           |
| 2008       | 10          | 1           |
| 2009       | 8           | 6           |
| 2010       | 1           | 0           |
| 2011       | 7           | 1           |
| 2012       | 7           | 2           |
| 通算       | 94          | 41          |

## タイトル

### クラブ
リヴァプール
- フットボールリーグカップ : 2003
- UEFAチャンピオンズリーグ : 2004-05

リヨン
- リーグ・アン : 2006-07
- トロフェ・デ・シャンピオン : 2007

ポーツマス
- FAカップ : 2007-08

ガラタサライ
- スュペル・リグ : 2011-12
- スュペル・クパ（英語版） : 2012

ムラダー・ボレスラフ
- ポハール・チェスケー・ポシュスティ : 2015-16

### 代表
チェコ代表
- UEFA U-21欧州選手権 : 2002

### 個人
- UEFA EURO 2004 得点王 (5得点)
- UEFA EURO 2004 オールスターチーム
- スュペル・リグ 2008-09 得点王 (20得点)